# Injunctum nobis (1544)
Pour les articles homonymes, voir Injunctum nobis.
Injunctum nobis est une bulle pontificale de Paul III publiée le 14 mars 1544.  
La bulle fait suite à l’approbation de la Compagnie de Jésus comme ordre religieux par la bulle Regimini militantis Ecclesiæ du 27 septembre 1540 : Paul III confirme cette approbation, donne le pouvoir de créer des Constitutions et supprime la clause de limitation à 60 du nombre de religieux profès dans la Compagnie de Jésus.  